# Gregor Arnicke
Gregor Arnicke es un deportista de la RDA que compitió en natación. Ganó una medalla de plata en el Campeonato Europeo de Natación de 1977, en la prueba de 4 × 100 m estilos.

## Palmarés internacional
| Campeonato Europeo | Campeonato Europeo | Campeonato Europeo | Campeonato Europeo |
| Año                | Lugar              | Medalla            | Prueba             |
| ------------------ | ------------------ | ------------------ | ------------------ |
| 1977               | Jönköping (Suecia) | Medalla de plata   | 4 × 100 m estilos  |